# Cowen (Virginie-Occidentale)
Pour les articles homonymes, voir Cowen.
Cowen est une ville américaine située dans le comté de Webster en Virginie-Occidentale.

## Géographie
La municipalité s'étend sur 0,63 milles carrés (1,63 km2). On trouve deux lacs à proximité de la ville : B&O Lake et Big Ditch Lake (en).

## Histoire
La ville est nommée en l'honneur de John F. Cowen, directeur de la Pittsburgh and West Virginia Railway. Elle devient une municipalité le 2 août 1899.

## Démographie
Selon le recensement de 2010, Cowen compte 541 habitants.